# Podo orthèsiste
La podo-orthèse est une profession artisanale et para-médicale qui consiste à appareiller des personnes présentant une incapacité à se chausser normalement avec les chaussures de série du commerce.
Les semelles orthopédiques ou, plus exactement, les orthèses plantaires fabriquées par les podo-orthésistes ont pour but de corriger ou de rétablir la statique du pied dans ses appuis au sol. 
Le podo-orthésiste est agréé en petit appareillage. Cet agrément l'autorise à délivrer des appareils d'orthoplastie, des chaussures thérapeutiques de série CHUP (chaussures thérapeutiques de série à usage prolongé ou permanent) ou CHUT (chaussures thérapeutiques de série à usage temporaire, releveur, orthèse plantaire, etc.)
Si le petit appareillage ne suffit pas pour le chaussage de la personne, la podo-orthèse permet aussi la fabrication et la fourniture de grand appareillage : chaussure thérapeutique sur mesure, appareils podo-jambiers sur mesure, orthoprothèses.
Une ordonnance du 19 janvier 2017 précise que  cette  profession peut être exercée par les personnes qui, dans des conditions déterminées par décret, justifient d'une formation attestée par un diplôme d’État, un titre ou un certificat ou disposent d'une expérience professionnelle et respectent des règles de délivrance de l'appareillage. 